# 京都府の市町村旗一覧
京都府の市町村旗一覧（きょうとふのしちょうきしょういちらん）は、京都府内の市町村に制定されている、あるいは制定されていた市町村旗の一覧である。なお、一覧の順序は全国地方公共団体コード順による。廃止された市町村章は廃止日から順に掲載している。

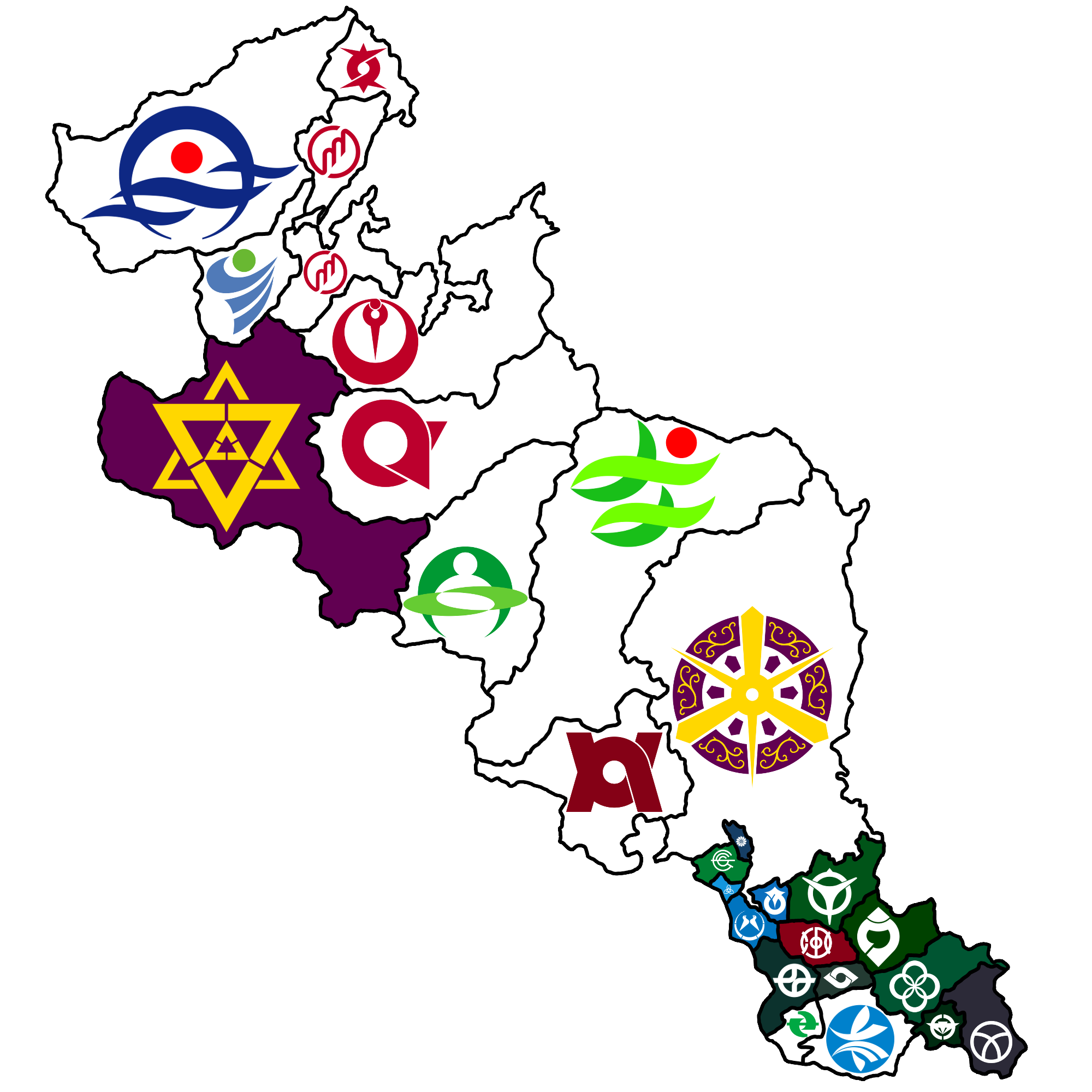
京都府の市町村旗地図

## 概要
- 丹後地方の自治体では日本の国旗と同じく地色は白色であり、紋章が赤色の旗が舞鶴市[1]・綾部市[1][2]・宮津市[1]などの自治体で指定されている。丹波地方の自治体では亀岡市[1]・南丹市[3]など地色が白色の旗を指定している箇所が存在する。

## 市部
| 市       | 市旗 | 制定有無 | 制定日        | 旗の色                                                                                       | 備考                                                     |
| -------- | ---- | -------- | ------------- | -------------------------------------------------------------------------------------------- | -------------------------------------------------------- |
| 京都市   |      | なし     | なし          | 地色は白色であり、紋章は中央の東の文字と御所車の唐草模様は金色・御所車は紫色が指定されている |                                                          |
| 福知山市 |      | あり     | 1983年3月1日  | 地色は紫色であり、紋章は金色か白色が指定されている                                           |                                                          |
| 舞鶴市   |      | なし     | なし          | 地色は白色であり、紋章は赤色が指定されている                                                 | 2代目の市旗である                                        |
| 綾部市   |      | あり     | 1970年3月2日  | 地色は白色であり、紋章は赤染め抜きが指定されている                                           |                                                          |
| 宇治市   |      | あり     | 1977年10月1日 | 地色は緑色であり、紋章は白色が指定されている                                                 |                                                          |
| 宮津市   |      | なし     | なし          | 地色は白色であり、紋章は赤色が指定されている                                                 |                                                          |
| 亀岡市   |      | あり     | 1955年4月6日  | 地色は白色であり、紋章は臙脂色が指定されている                                               |                                                          |
| 城陽市   |      | あり     | 1955年4月26日 | 地色はえんじ色であり、紋章は白色が指定されている                                             | 城陽町旗として制定されていたものを市制施行後に継承される |
| 向日市   |      | あり     | 1982年10月1日 | 地色は白色であり、紋章は赤色が指定されている                                                 |                                                          |
| 長岡京市 |      | あり     | 1973年7月1日  | 地色は緑色であり、紋章は白色が指定されている                                                 |                                                          |
| 八幡市   |      | あり     | 1964年10月1日 | 地色は青色であり、紋章は白色が指定されている                                                 | 八幡町旗として制定されていたものを市制施行後に継承される |
| 京田辺市 |      | なし     | なし          | 地色は深緑色であり、紋章は白色が指定されている                                               |                                                          |
| 京丹後市 |      | あり     | 2004年4月1日  | 地色は白色であり、紋章は指定色が指定されている                                               |                                                          |
| 南丹市   |      | あり     | 2006年1月1日  | 地色は白色であり、紋章は指定色が指定されている                                               |                                                          |
| 木津川市 |      | なし     | なし          | 地色は白色であり、紋章は水色が指定されている                                                 |                                                          |

## 町村部
| 郡     | 町村       | 町村旗 | 制定有無 | 制定日         | 旗の色                                         | 備考 |
| ------ | ---------- | ------ | -------- | -------------- | ---------------------------------------------- | ---- |
| 乙訓郡 | 大山崎町   |        | なし     | なし           | 地色は水色であり、紋章は白色が指定されている   |      |
| 久世郡 | 久御山町   |        | なし     | なし           | 地色は水色であり、紋章は白色が指定されている   |      |
| 綴喜郡 | 井手町     |        | なし     | なし           | -                                              |      |
| 綴喜郡 | 宇治田原町 |        | あり     | 1988年5月17日  | 地色は緑色であり、紋章は白色が指定されている   |      |
| 相楽郡 | 笠置町     |        | なし     | なし           | 地色は深緑色であり、紋章は白色が指定されている |      |
| 相楽郡 | 和束町     |        | あり     | 1981年12月28日 | 地色は濃緑色であり、紋章は白色が指定されている |      |
| 相楽郡 | 精華町     |        | なし     | なし           | -                                              |      |
| 相楽郡 | 南山城村   |        | なし     | なし           | 地色は藍色であり、紋章は白色が指定されている   |      |
| 船井郡 | 京丹波町   |        | あり     | 2005年10月11日 | 地色は白色であり、紋章は指定色が指定されている |      |
| 与謝郡 | 伊根町     |        | なし     | なし           | 地色は白色であり、紋章は赤色が指定されている   |      |
| 与謝郡 | 与謝野町   |        | あり     | 2006年3月1日   | 地色は白色であり、紋章は指定色が指定されている |      |

## 廃止された市町村旗
| 市郡       | 町村     | 市町村旗 | 制定有無 | 制定日        | 廃止日        | 旗の色                                                     | 備考             |
| ---------- | -------- | -------- | -------- | ------------- | ------------- | ---------------------------------------------------------- | ---------------- |
| 舞鶴市(旧) |          |          | なし     | なし          | 1943年5月27日 | -                                                          | 初代の市旗である |
| 東舞鶴市   |          |          | なし     | なし          | 1943年5月27日 | -                                                          |                  |
| 中郡       | 峰山町   |          | なし     | なし          | 2004年4月1日  | -                                                          |                  |
| 中郡       | 大宮町   |          | なし     | なし          | 2004年4月1日  | -                                                          |                  |
| 竹野郡     | 網野町   |          | なし     | なし          | 2004年4月1日  | -                                                          |                  |
| 竹野郡     | 丹後町   |          | なし     | なし          | 2004年4月1日  | -                                                          |                  |
| 竹野郡     | 弥栄町   |          | なし     | なし          | 2004年4月1日  | -                                                          |                  |
| 熊野郡     | 久美浜町 |          | あり     | 1987年1月5日  | 2004年4月1日  | 地色は白色であり、紋章は赤色が指定されている               |                  |
| 北桑田郡   | 京北町   |          | なし     | なし          | 2005年4月1日  | 地色は深緑色であり、紋章は白色が指定されている             |                  |
| 船井郡     | 丹波町   |          | なし     | なし          | 2005年10月1日 | -                                                          |                  |
| 船井郡     | 和知町   |          | なし     | なし          | 2005年10月1日 | -                                                          |                  |
| 船井郡     | 瑞穂町   |          | なし     | なし          | 2005年10月1日 | 地色は深緑色であり、紋章は白色が指定されている             |                  |
| 天田郡     | 三和町   |          | なし     | なし          | 2006年1月1日  | 地色は白色であり、紋章は藍色が指定されている               |                  |
| 天田郡     | 夜久野町 |          | なし     | なし          | 2006年1月1日  | 地色は緑色であり、紋章は赤色・縁部分は白色が指定されている |                  |
| 加佐郡     | 大江町   |          | あり     | 1952年3月31日 | 2006年1月1日  | 地色は緑色であり、紋章は白色が指定されている               |                  |
| 北桑田郡   | 美山町   |          | なし     | なし          | 2006年1月1日  | -                                                          |                  |
| 船井郡     | 園部町   |          | なし     | なし          | 2006年1月1日  | -                                                          |                  |
| 船井郡     | 八木町   |          | なし     | なし          | 2006年1月1日  | -                                                          |                  |
| 船井郡     | 日吉町   |          | なし     | なし          | 2006年1月1日  | -                                                          |                  |
| 与謝郡     | 加悦町   |          | なし     | なし          | 2006年3月1日  | -                                                          |                  |
| 与謝郡     | 岩滝町   |          | なし     | なし          | 2006年3月1日  | -                                                          |                  |
| 与謝郡     | 野田川町 |          | なし     | なし          | 2006年3月1日  | -                                                          |                  |
| 相楽郡     | 木津町   |          | なし     | なし          | 2007年3月12日 | 地色は臙脂色であり、紋章は白色が指定されている             |                  |
| 相楽郡     | 山城町   |          | なし     | なし          | 2007年3月12日 | 地色は緑色であり、紋章は白色が指定されている               |                  |
| 相楽郡     | 加茂町   |          | なし     | なし          | 2007年3月12日 | 地色は臙脂色であり、紋章は白色が指定されている             |                  |